# Estação Ramalde
A Estação Ramalde é parte da rede de metropolitano da cidade do Porto.  Localizada na freguesia de Ramalde, inicialmente pertencia aos serviços urbanos da Linha da Póvoa de Varzim e da Linha de Guimarães da CP Porto, com o nome de apeadeiro de Ramalde. Após a substituição da Linha da Póvoa e de Guimarães pelo sistema do Metro do Porto, no mesmo local foi construída a estação do Ramalde, servida pelas linhas A, B, C , E e F, sendo o primeiro serviço a ser inaugurado o da Linha A (azul) em 2002.
Esta estação encontra-se na zona PRT2 do sistema intermodal Andante, sendo servida pelos autocarros da STCP.
A abrangência da estação, é a Zona Industrial do Porto, bairro de Ramalde e zonas habitacionais de Ramalde.

## Autocarros STCP
206 Campanhã ⇄ Bairro de Santo Eugénio - viso - campanhã